# Megaforce Records
Megaforce Records es un sello discográfico independiente estadounidense, especializado en heavy metal y otros géneros, fundado en 1982 en Nueva York, Estados Unidos.
Su catálogo incluye, o ha incluido bandas como Metallica, Anthrax, Testament, S.O.D., Method of Destruction, King's X, Warren Haynes, The Disco Biscuits, y más recientemente Ministry, Bad Brains, Rose Hill Drive, Less Than Jake, Mushroomhead o The Black Crowes.
Megaforce inició sus actividades en el año 1982, en principio como medio para lanzar al mercado los primeros trabajos de Metallica.
La compañía se ha convertido en una de las discográficas más importantes en el mundo del heavy metal, a través de los años. Megaforce es distribuida en los Estados Unidos por Sony BMG Music Entertainment - RED Distribution.
La compañía también maneja la distribución de "MRI", su compaña hermana, la cual ha lanzado producciones de Guitar Wizard Robert Randolph, Andrew Bird, Fiery Furnaces, Medeski Martin & Wood, Dinosaur Jr, The Verve o Futureheads, entre otros artistas.

## Megaforce recientemente
El 3 de febrero de 2012, Madonna lanzó su decimosegundo álbum de estudio, y con este, el video musical de la canción más sobresaliente del mismo, "Give Me All Your Luvin'", el cual fue producido por Megaforce.